# The Legend of Zorro
The Legend of Zorro, på dansk Legenden om Zorro, er en amerikansk actionfilm abseret på den fiktive karakter Zorro skabt af Johnston McCulley. Filmen blev instrueret af Martin Campbell, og den blev produceret af Walter F. Parkes, Laurie MacDonald og Lloyd Phillips, med musik af James Horner, samt et manuskript af Roberto Orci og Alex Kurtzman.
Det er efterfølgeren til The Mask of Zorro fra 1998; Antonio Banderas og Catherine Zeta-Jones genoptog deres roller som hhv. titelhelten og hans kone, Elena, mens Rufus Sewell spillede skurkerollen, greb Armand. Filmen foregår i San Mateo County, Californien og blev indspillet i San Luis Potosí, Mexico, med yderligere scener indspillet i Wellington, New Zealand.
Filmen havde premiere d. 28. oktober 2005 og blev distribueret af Columbia Pictures (i stedet for TriStar fordi Columbia havde rettighederne til efterfølgere af TriStars film fra før 1999. Den indspillede for $142,4 mio. mod et budget på $65 mio.

## Medvirkende
- Antonio Banderas som Don Alejandro de la Vega / Zorro, en maskeret hævner
- Catherine Zeta-Jones som Elena de la Vega, Alejandros kone
- Rufus Sewell som grev Armand
- Nick Chinlund som Jacob McGivens
- Adrián Alonso som Joaquin de la Vega, Alejandro og Elenas søn, der ikke kender sin fars hemmelighed som Zorro
- Julio Oscar Mechoso som Padre Felipe
- Shuler Hensley som Pike
- Michael Emerson som Harrigan
- Leo Burmester som Colonel Beauregard
- Tony Amendola som Padre Quintero
- Pedro Armendáriz Jr. som Governor Riley
- Giovanna Zacarias som Blanca Cortez
- Raúl Méndez som Ferroq
- Alberto Reyes som Padre Ignacio